# Ctenomys viperinus
Ctenomys viperinus és una espècie de mamífer rosegador de la família dels ctenòmids. És endèmic del nord de la província de Tucumán (Argentina), on viu a prop de la població de Vipos. Se sap molt poca cosa sobre el seu hàbitat i la seva història natural. Es desconeix si hi ha cap amenaça significativa per a la supervivència d'aquesta espècie.